# Крупањска улица
| Крупањска улица | Крупањска улица              |
| --------------- | ---------------------------- |
|                 |                              |
| Општина         | Градска општина Савски венац |
| Почетак         | Михаила Аврамовића           |
| Крај            | Лопудска улица               |
| Створена        | 1928.                        |
| Названа         | 1930.                        |
| Стари називи    | Кајмакчаланска               |
|                 |                              |
|                 |                              |

Крупањска је београдска улица која се налази у општини Савски венац, насеље Дедиње. 
Улица је добила свој први назив, Кајмакчаланска, 1928. године. У то време пружала се од улице Михаила Аврамовића до улице мајора Јагодића. Данашњи назив Крупањска добила је 1930. године. Пресеца је Шолина улица. Паралелна јој је суседна улица Мачков камен. Простире се до Лопудске улице.
Улица је добила назив по месту Крупањ, варошици и седишту општине у западној Србији.
У периоду 1929-1930 у Београду још једна улица носила је назив Крупањска. Налазила се у општини Вождовац, насеље Пашино брдо. Простирала се од Крушевачке улице до улице Грчића Миленка. Њен назив од 1930. године је Краља Бодина.
Знаменитости које се налазе у овој улици су:
- Школа за дизајн у Београду, Крупањска 3